# Aschau im Zillertal
Aschau im Zillertal è un comune austriaco di 1 820 abitanti nel distretto di Schwaz, in Tirolo; situato nella Zillertal, è una stazione sciistica specializzata nello sci alpino.
Nel 1973 ha inglobato il comune soppresso di Distelberg.